# K virtual machine
K virtual machine (KVM) — это виртуальная машина Java разработанная фирмой Sun Microsystems и соответствующая спецификации JVM. KVM была написана с нуля на языке программирования C. Данная виртуальная машина была разработана специально для небольших устройств имеющих ограниченный объём оперативной памяти. Поддерживается ограниченный набор возможностей обычной JVM. Например, KVM может не поддерживать операции с плавающей точкой и финализацию объектов. Стандарт CLDC определяет использование KVM. Буква 'K' в начале названия KVM указывает на то, что данная JVM работает с килобайтами памяти, а не с мегабайтами.